# Università di Pécs
L'Università di Pécs (in ungherese Pécsi Tudományegyetem) è un'antica istituzione accademica ungherese. La città di Pécs è stata sede, nel corso della storia del paese, di vari e autorevoli centri di studi universitari.

## Storia
La prima università a Pécs fu fondata da Luigi I d'Ungheria nel 1367, con lettera patente emessa da papa Urbano V, similmente all'Università di Vienna. Nel corso del XV secolo l'ateneo si divise in due scuole, una di giurisprudenza e una di teologia.
Nel XVII secolo, con l'occupazione ottomana, l'università fu chiusa. Fu riaperta nel 1785 da Giuseppe II, che spostò l'Accademia Reale da Győr a Pécs. Nel 1802 l'Accademia Reale tornò a Győr per ordine di Francesco I e non vi furono più istituti di educazione superiore a Pécs sino al 1833, quando il vescovo e il senato cittadino fondarono l'Accademia di Pécs che comprendeva una facoltà di legge e una di filosofia.
L'attuale Università di Pécs fu fondata nel 1912. L'università "elisabettina" in origine aveva sede a Bratislava (in ungherese Pozsony). Nel 1921, dato che Bratislava e la Slovacchia erano divenute parte della Prima Repubblica cecoslovacca e quindi l'istituto non si trovava più in territorio ungherese, fu trasferita a Pécs.
Nel 1951 la facoltà di medicina fu separata dall'università e fino al 2000 costituì un'università distinta. Nel 1982 l'università fu nominata a Janus Pannonius Tudományegyetem. Nel 2000 venne ricostituita per intero attraverso la fusione dell'Università Janus Pannonius, l'Università Medica di Pécs e il Collegio Illyés Gyula per la formazione degli insegnanti di Szekszárd.

## Facoltà
- Facoltà di Economia
- Facoltà di Educazione Adulta e Sviluppo delle Risorse Umane
- Facoltà di Educazione "Gyula Illyés"
- Facoltà di Ingegneria "Mihály Pollack"
- Facoltà di Legge
- Facoltà di Musica e Arti Visive
- Facoltà di Scienze
- Facoltà di Scienze Sanitarie
- Facoltà di Umanistica
- Scuola Medica